# Stams
Stams je obec v Rakousku ve spolkové zemi Tyrolsko v okrese Imst. 

## Geografie
Leží na jižním břehu Innu asi 18 kilometrů východně od Imstu, 7 kilometrů západně od Telfsu a 46 kilometrů od Innsbrucku, na úpatí hory Pirchkogel. Žije zde přibližně 1 600 obyvatel.
Obec má rozlohu 33,56 km², z toho 10,6 % připadá na zemědělskou půdu, 34,4 % na alpské louky, 30 % jsou lesy a 22,8 % tvoří vysokohorské (skalnaté) oblasti.

### Okolní obce
Obec sousedí
| Mötz | Mieming                 |           |
| Silz |                         | Rietz     |
|      | St. Sigmund im Sellrain | Flaurling |

## Historie

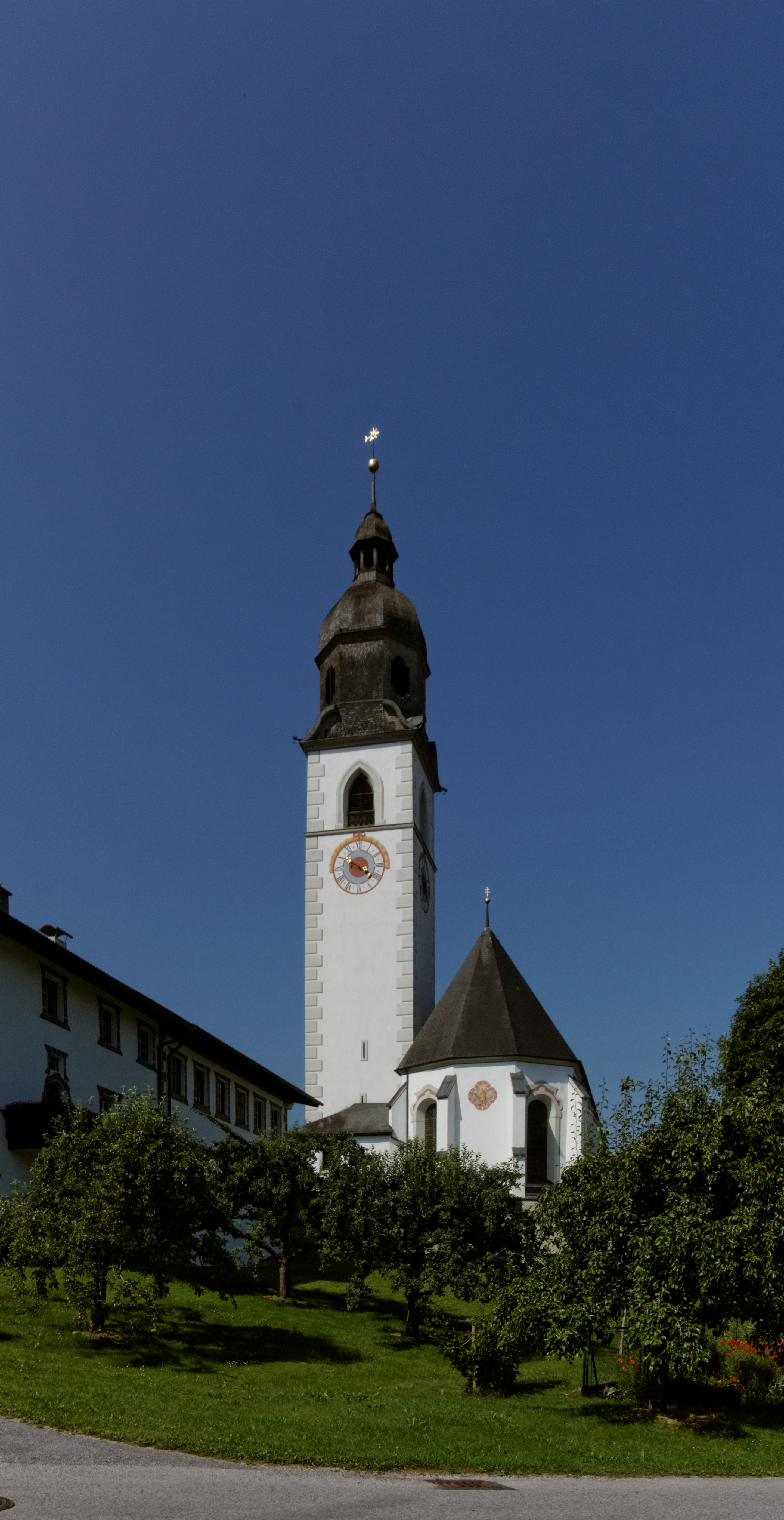
Farní kostel sv. Jana Křtitele

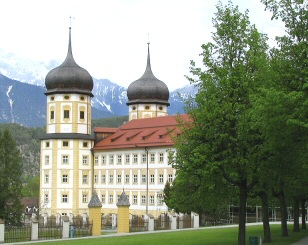
Klášter Stams

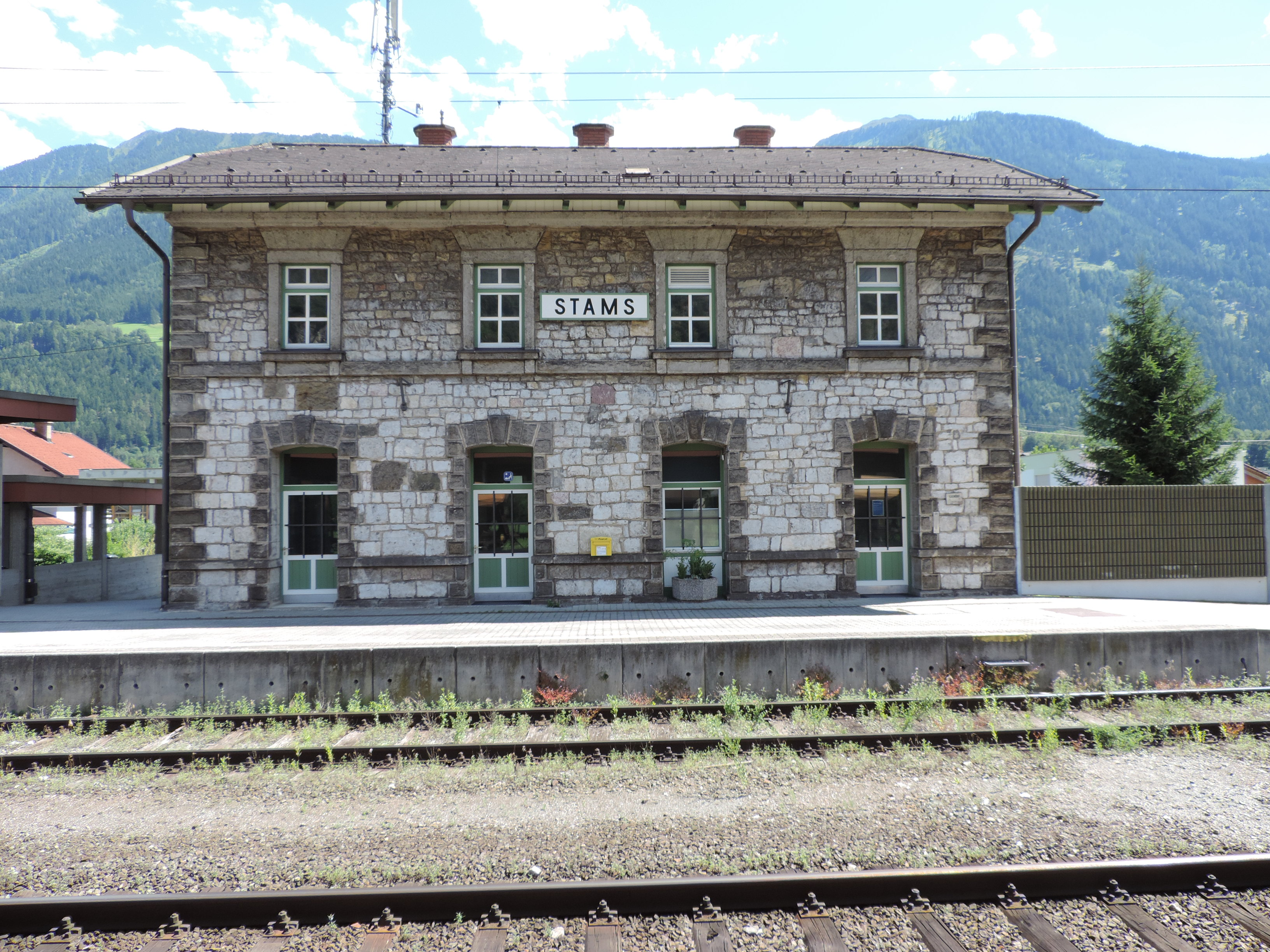
Nádraží

Podle archeologických nálezů zde stál kostel již kolem roku 700. První písemná zmínka o obci jménem Stammes pochází ovšem jen z darovací listiny kláštera ve Wiltenu, zfalšované k roku 1163 Josefem von Hortmayerem v roce 1838. Ve skutečnosti dalo základ sídlu až o století později založení kláštera. 
V roce 1273 hrabě Menhard II. Tyrolský v údolí při řece Inn založil cisterciácký klášter sv. Jana Křtitele, ve kterém byl se svou manželkou pohřben.

## Kultura a památky
- Farní kostel sv. Jana Křtitele, raně gotická stavba z let 1313–1316, s hranolovou věží se špicí, přestavěná v baroku, z té doby pocházejí malby na klenbě, autor Franz Anton Zeiller
- Klášterní kostel sv. Jana Křtitele, původně románská trojlodní bazilika, vysvěcená roku 1284, v letech 1729–1733 přestavěná ve stylu vrcholného baroka, má pouze malou sanktusovou věžičku; hlavní oltář s 84 sochami Kristova rodokmene, kolem roku 1610
- klášterní budovy se vyznačují dvěma osmibokými věžemi s cibulovitými báněmi;
- Stamser Steg: visutý lanový most přes řeku Inn, z roku 1935
- Budova železničního nádraží z 80. let 19. století

## Školství
Obec je sídlem gymnázia a Vysoké školy pedagogické Edity Steinové.

## Sport
- Stams je každoročně dějištěm mezinárodních závodů ve skocích na lyžích.

## Znak
Blason: Štít polcený černou a stříbrnou barvou. V černém poli šikmé levé červeně a stříbrně šachované břevno, ve stříbrném poli zelený dubový list s plody.
Znak byl obci udělený zemskou vládou v roce 1972. Šachovnicové břevno odkazuje na znak cisterciáckého kláštera Stams s břevnem svatého Bernarda. List se žaludem odkazuje na místní dubový les, který byl od roku 1929 vyhlášen přírodní památkou.